# Abbey Dawn
Abbey Dawn — линия одежды, созданная певицей Аврил Лавин эксклюзивно для Kohl's. Название имеет отношение к детству Аврил Лавин: это прозвище, которое дал ей отец; школьные друзья также часто называли Аврил «Эбби». Линия Abbey Dawn позиционируется как одежда для молодёжи, ведущей активный образ жизни. Стоимость вещей составляет примерно $24 — $48.

## Продажа
Abbey Dawn продаётся в магазинах марки Kohl’s в США и Канаде. В Великобритании Abbey Dawn продаётся в магазинах TJ Maxx. Магазин Abbey Dawn был открыт в Токио. В 2012 году магазины «Abbey Dawn» ждут своего открытия по всей Европе, в том числе и в России (Санкт-Петербург).

## Аксессуары
Аврил Лавин также создала линию аксессуаров для Abbey Dawn, которая включает в себя бусы, браслеты, серьги и наручные часы; основными мотивами являются череп, молния, сердце и звезда. Фирменные цвета марки — розовый, пурпурный и чёрный. С лета 2009 года коллекции Abbey Dawn включают в себя сумки, ремни и солнечные очки.

## Одежда
Первая коллекция была выпущена летом 2008 года. В ней были представлены футболки, джинсы, худи, юбки, свитера, поло, бейсболки и множество аксессуаров. Сама Аврил впоследствии отметила, что Abbey Dawn — одежда для подростка, ведущего активный образ жизни.